# Phanor Arizabaleta
Phanor Arizabaleta Arzayús (Buga, 12 de mayo de 1938-Santiago de Cali, 3 de abril de 2016), conocido por el alias de "Don Phanor" fue un narcotraficante colombiano, miembro del cartel de Cali y quinto en importancia dentro de su estructura criminal.

## Biografía
Arizabaleta Arzayús provino de una familia de origen campesino con sus padres José Manuel Arizabaleta y Elvira Arzayús. Sus hermanos eran Pablo Julio, Rodrigo, Aleyda, Marian Cenide, Silvio, Fabiola, María Carlina, León Mariano y Diego Arizabaleta Arzayús.
Arizabaleta se contrajo matrimonio con Olga María Oidor Lozano, con quien tuvo cinco hijos; Jhon Jairo, Mauricio, María Fernanda, Felipe y Andrés.
Estudió becado en el Colegio Académico de Buga, pero pasó muchas penurias económicas que le dificultaban su pasión por el estudio y a pesar de haber logrado en 1985 el título de "mejor bachiller", su sueño de entrar a la universidad se vio frustrado.

### Trayectoria criminal
Arizabaleta fue el principal socio del narcotraficante Hélmer Herrera, alias "Pacho Herrera", y estuvo encargado de los secuestros y extorsiones encomendados por el cartel de Cali. Se entregó a la justicia colombiana el 8 de julio de 1995. 
Montó unas 16 empresas con familiares y testaferros en el Valle del Cauca para lavar sus activos del narcotráfico, y en la que se destacó Colapia, que llegó a ser el más grande criadero de tilapia roja en el mundo. Además de sus empresas de fachada, Arizabaleta, fue dueño del Independiente Santa Fe y se encargaba de dirigir todas las negociaciones de jugadores.
El 8 de junio de 1995, el Director Nacional de la Policía Nacional, el General Rosso José Serrano, señaló a Arizabaleta de estar implicado en la muerte del sargento de la Policía Oscar Marino Muñoz, jefe de la Sijín en Buga (Valle del Cauca).
La justicia colombiana lo sentenció a 28 años de prisión bajo cargos de narcotráfico, asesinato, secuestro y extorsión, además fue obligado a pagar al Estado una cifra cercana a los USD$100,000 dólares de la época.
En 1997, Arizabaleta escapó de su sitio de reclusión en Colombia con la ayuda de funcionarios corruptos del Instituto Nacional Penitenciario y Carcelario (INPEC), pero la Policía Nacional de Colombia lo recapturó el 15 de abril de 1997 en la población de Villagorgona, en Candelaria (Valle del Cauca).
Nuevamente, la Policía Nacional sorprendió a Arizabaleta fuera de la cárcel el 16 de abril de 2003 cuando se desplazaba sobre la vía Cali-Candelaria junto con un dragoneante del Inpec y su conductor.
El 16 de septiembre de 2010, agentes de la Dijín de la Policía Nacional y el CTI de la Fiscalía General de la Nación lo volvieron a capturar fuera de la cárcel durante una operación coordinada con agentes de la DEA, donde fue requerido en extradición por narcotráfico en alianza con carteles mexicanos. El 28 de junio de 2011 fue extraditado de Colombia a Estados Unidos, donde fue condenado a 8 meses de prisión por narcotráfico. Tras cumplir su pena con la justicia estadounidense, fue repatriado a Colombia en marzo de 2012 para terminar de cumplir sus condenas pendientes, de secuestro extorsivo con orden de captura emitida por la justicia colombiana.

## Muerte
Antes de morir, el 28 de marzo de 2016, un juez de Ibagué, Tolima, le otorgó "libertad condicional" al narcosecuestrador Arizabaleta por "buen comportamiento y trabajo social" dentro del penal donde había estado recluido, la cárcel de Picaleña en Ibagué (Tolima). Sin embargo, Arizabaleta Arzayús murió el 3 de abril de 2016 a la edad de 77 años en el centro médico Clínica Imbanaco de Cali luego de sufrir un ataque cardíaco. Arizabaleta pasó una semana hospitalizado por un problema respiratorio crónico.